# Slam (Pendulum)
Slam è un singolo del gruppo musicale australiano Pendulum, pubblicato il 19 settembre 2005 come secondo estratto dal primo album in studio Hold Your Colour.

## Video musicale
Il videoclip, diretto da Teebone e Adam Brown, è il primo nella carriera dei Pendulum, nonché l'unico realizzato durante la promozione di Hold Your Colour. Esso mostra un uomo in giacca e cravatta (lo stesso raffigurato nella copertina del CD singolo) che tira fuori uno stereo portatile e una copia di Hold Your Colour da un borsone e, dopo aver inserito nello stereo un CD di Slam, si spoglia ed inizia a ballare in mezzo alla gente attorno al quartiere Soho di Londra. Al termine del video, dove è possibile notare l'uomo indossare una maglietta dei Pendulum, un ragazzo ruba lo stereo all'uomo e un altro gli ruba il borsone; nel tentativo di recuperare gli oggetti smarriti, l'uomo sbatte accidentalmente contro un palo, facendo terminando il brano.
Nel corso del video è possibile vedere un cameo di Rob Swire e di Gareth McGrillen.

## Tracce
CD singolo (Regno Unito)
1. Slam (Radio Edit) – 3:35 (musica: Rob Swire, Gareth McGrillen)
2. Slam (Original) – 5:46 (musica: Rob Swire, Gareth McGrillen)
3. Out Here – 6:07 (testo: Rob Swire, Gareth McGrillen – musica: Rob Swire)

12" (Regno Unito), download digitale
1. Slam – 5:46 (musica: Rob Swire, Gareth McGrillen)
2. Out Here – 6:07 (testo: Rob Swire, Gareth McGrillen – musica: Rob Swire)

## Formazione
- Rob Swire – sintetizzatore, programmazione, orchestrazioni, chitarra
- Gareth McGrillen – sintetizzatore, programmazione

## Classifiche
| Classifica (2005)   | Posizione massima |
| ------------------- | ----------------- |
| Regno Unito         | 34                |
| Regno Unito (dance) | 1                 |